# گمینا زگیژ
گمینا زگیژ (به لهستانی:  Gmina Zgierz) یک گمینا در لهستان است که در شهرستان ازگیش واقع شده‌است. گمینا زگیژ ۱۹۹٫۰۵ کیلومتر مربع مساحت و ۱۱٬۷۶۶ نفر جمعیت دارد.